# Divisiones Regionales de la Región de Murcia 2018-19
Las divisiones regionales de fútbol son las categorías de competición futbolística de más bajo nivel en España, en las que participan deportistas amateur, no profesionales. En la Región de Murcia su administración corre a cargo de las Real Federación de Fútbol de la Región de Murcia. Inmediatamente por encima de estas categorías estaba la Tercera División española.
En la temporada 2018-2019 las divisiones regionales se dividen en Preferente Autonómica, Primera Autonómica y Segunda Autonómica. Los dos primeros clasificados de Preferente Autonómica y el vencedor de la eliminatoria de ascenso ascendieron al grupo XIII de Tercera División, aunque hubo un ascenso más por compensación de plazas.

## Preferente Autonómica
La temporada 2018/19 de la Preferente Autonómica de la Región de Murcia comenzó el 31 de agosto de 2018 y terminó el 12 de mayo de 2019.

### Clasificación
|  |     | Equipos de fútbol         | PJ | G  | E  | P  | GF | GC | Dif | Pts |
|  | --- | ------------------------- | -- | -- | -- | -- | -- | -- | --- | --- |
|  | 1.  | El Palmar CF              | 34 | 24 | 6  | 4  | 63 | 29 | +34 | 78  |
|  | 2.  | Cartagena FC-UCAM         | 34 | 23 | 5  | 6  | 74 | 27 | +47 | 74  |
|  | 3.  | Abarán CF                 | 34 | 21 | 6  | 7  | 98 | 37 | +61 | 69  |
|  | 4.  | Racing Murcia             | 34 | 18 | 6  | 10 | 67 | 43 | +24 | 60  |
|  | 5.  | CD Plus Ultra             | 34 | 16 | 11 | 7  | 53 | 34 | +19 | 59  |
|  | 6.  | Atlético Cabezo de Torres | 34 | 16 | 9  | 9  | 58 | 40 | +18 | 57  |
|  | 7.  | CD Bala Azul              | 34 | 14 | 8  | 12 | 55 | 47 | +8  | 50  |
|  | 8.  | EF Alhama                 | 34 | 13 | 9  | 12 | 42 | 46 | -4  | 48  |
|  | 9.  | Mar Menor FC "B"          | 34 | 14 | 3  | 17 | 48 | 51 | -3  | 45  |
|  | 10. | CD Bullense               | 34 | 12 | 7  | 15 | 45 | 50 | -5  | 43  |
|  | 11. | CD Beniel                 | 34 | 12 | 6  | 16 | 49 | 56 | -7  | 42  |
|  | 12. | CD El Esparragal          | 34 | 11 | 8  | 15 | 50 | 64 | -14 | 41  |
|  | 13. | CD Villa de Fortuna       | 34 | 9  | 11 | 14 | 59 | 76 | -17 | 38  |
|  | 14. | Archena Sport FC          | 34 | 9  | 9  | 16 | 50 | 67 | -17 | 36  |
|  | 15. | Balsicas Atlético         | 34 | 7  | 12 | 15 | 45 | 62 | -17 | 33  |
|  | 16. | CD Juvenia                | 34 | 8  | 8  | 18 | 43 | 75 | -32 | 32  |
|  | 17. | Montecasillas FC          | 34 | 8  | 8  | 18 | 49 | 78 | -29 | 32  |
|  | 18. | Independiente de Ceutí FC | 34 | 3  | 4  | 27 | 30 | 96 | -66 | 13  |

Pts = Puntos; PJ = Partidos Jugados; G = Partidos Ganados; E = Partidos Empatados; P = Partidos Perdidos; GF = Goles Anotados; GC = Goles Recibidos
|  | Ascenso a Tercera División                                   |
|  | Clasificado para los playoff de ascenso a Tercera División   |
|  | Desciende a Primera Autonómica                               |
|  | Retirado de la competición durante el transcurso de la misma |

### Play-Off de ascenso

#### Semifinales

##### Atlético Cabezo de Torres - Abarán CF
| 18 de mayo de 2019, 19:00 | Atlético Cabezo de Torres | 0:1     | Abarán CF    | Campo municipal, Cabezo de Torres (Murcia) |                                |
|                           |                           | Reporte | Carrasco 60' | Árbitro(s): Rubén Abellán Soto             | Árbitro(s): Rubén Abellán Soto |

| 25 de mayo de 2019, 18:30 | Abarán CF          | 1:1     | Atlético Cabezo de Torres | Estadio Las Colonias, Abarán  |                               |
|                           | Gabriel Moreno 85' | Reporte | Alejandro López 29'       | Árbitro(s): David Gil Gallego | Árbitro(s): David Gil Gallego |

##### CD Plus Ultra - Racing Murcia
| 19 de mayo de 2019, 18:00 | CD Plus Ultra | 1:0     | Racing Murcia | Campo municipal, Llano de Brujas (Murcia) |                                    |
|                           | Cárceles 78'  | Reporte |               | Árbitro(s): Alejandro Ruiz Guevara        | Árbitro(s): Alejandro Ruiz Guevara |

| 25 de mayo de 2019, 19:00 | Racing Murcia | 1:1     | CD Plus Ultra | Campo municipal La Flota, Murcia |                                 |
|                           | Duffield 88'  | Reporte | Cárceles 70'  | Árbitro(s): Pablo Sabater Pérez  | Árbitro(s): Pablo Sabater Pérez |

#### Final

##### CD Plus ULtra - Abarán CF
| 2 de junio de 2019, 19:00 | CD Plus Ultra | 0:1     | Abarán CF        | Campo municipal, Llano de Brujas (Murcia) |                                    |
|                           |               | Reporte | Juan Domingo 62' | Árbitro(s): Adrián Jiménez Sánchez        | Árbitro(s): Adrián Jiménez Sánchez |

| 9 de junio de 2019, 18:30 | Abarán CF | 0:1 penaltis 3-4 | CD Plus Ultra | Estadio Las Colonias, Abarán      |                                   |
|                           |           | Reporte          | Valverde 41'  | Árbitro(s): Marcelo Ibáñez Juárez | Árbitro(s): Marcelo Ibáñez Juárez |

| Asciende a Tercera División CD Plus Ultra |

## Primera Autonómica
La temporada 2018/19 de la Primera Autonómica de la Región de Murcia comenzó el 1 de septiembre de 2018 y terminó el 12 de mayo de 2019.

### Clasificación
|  |     | Equipos de fútbol             | PJ | G  | E  | P  | GF | GC  | Dif | Pts |
|  | --- | ----------------------------- | -- | -- | -- | -- | -- | --- | --- | --- |
|  | 1.  | CF Molina Olimpic             | 34 | 22 | 8  | 4  | 88 | 30  | +58 | 74  |
|  | 2.  | Ciudad de Calasparra CF       | 34 | 22 | 8  | 4  | 78 | 31  | +47 | 74  |
|  | 3.  | Yeclano Deportivo "B"         | 34 | 20 | 7  | 7  | 68 | 43  | +25 | 67  |
|  | 4.  | EF Totana                     | 34 | 19 | 9  | 6  | 75 | 40  | +35 | 66  |
|  | 5.  | UD Caravaca                   | 34 | 20 | 5  | 9  | 66 | 44  | +22 | 65  |
|  | 6.  | Alcantarilla FC               | 34 | 18 | 7  | 9  | 54 | 36  | +18 | 61  |
|  | 7.  | Club Cehegín Deportivo        | 34 | 18 | 7  | 9  | 63 | 44  | +19 | 61  |
|  | 8.  | Águilas FC "B"                | 34 | 17 | 8  | 9  | 64 | 45  | +19 | 59  |
|  | 9.  | EMF Fuente Álamo              | 34 | 16 | 5  | 13 | 56 | 47  | +9  | 53  |
|  | 10. | EF El Raal                    | 34 | 14 | 8  | 12 | 67 | 44  | +23 | 50  |
|  | 11. | EF Molina                     | 34 | 11 | 7  | 16 | 50 | 70  | -20 | 40  |
|  | 12. | Ceutí FC                      | 34 | 11 | 5  | 18 | 41 | 58  | -17 | 38  |
|  | 13. | Atlético Cabezo de Torres "B" | 34 | 9  | 6  | 19 | 48 | 77  | -29 | 33  |
|  | 14. | Atlético Pinatarense          | 34 | 9  | 6  | 19 | 38 | 59  | -21 | 33  |
|  | 15. | CD Lumbreras                  | 34 | 8  | 3  | 23 | 37 | 63  | -26 | 27  |
|  | 16. | CD Atlético Barqueros         | 34 | 5  | 4  | 25 | 38 | 93  | -55 | 19  |
|  | 17. | ED Javalí Viejo-La Ñora       | 34 | 3  | 9  | 22 | 37 | 101 | -64 | 18  |
|  | 18. | EF Esperanza                  | 21 | 3  | 10 | 8  | 27 | 44  | -17 | 0   |

Pts = Puntos; PJ = Partidos Jugados; G = Partidos Ganados; E = Partidos Empatados; P = Partidos Perdidos; GF = Goles Anotados; GC = Goles Recibidos
|  | Asciende a Preferente Autonómica                               |
|  | Clasificado para el Playoff de ascenso a Preferente Autonómica |
|  | Desciende a Segunda Autonómica                                 |
|  | Retirado de la competición durante el transcurso de la misma   |

### Play-Off de ascenso

#### Semifinales

##### Alcantarilla FC - Yeclano Deportivo "B"
| 19 de mayo de 2019, 19:00 | Alcantarilla FC       | 1:1     | Yeclano Deportivo "B" | Polideportivo Ángel Sornichero, Alcantarilla |                                        |
|                           | Fulgencio Jiménez 50' | Reporte | Jorge Gil 89'         | Árbitro(s): José Daniel Gallego Cárcel       | Árbitro(s): José Daniel Gallego Cárcel |

| 25 de mayo de 2019, 18:00 | Yeclano Deportivo "B" | 1:0     | Alcantarilla FC | Polideportivo Las Pozas, Yecla  |                                 |
|                           | Felipe Marco 57'      | Reporte |                 | Árbitro(s): Pablo Nicolás Bueno | Árbitro(s): Pablo Nicolás Bueno |

##### UD Caravaca - EF Totana
| 19 de mayo de 2019, 19:00 | UD Caravaca                  | 3:1     | EF Totana       | El Morao, Caravaca de la Cruz        |                                      |
|                           | Villalta 4' · Adrián 24' 53' | Reporte | David Cagua 84' | Árbitro(s): José María Acosta Torres | Árbitro(s): José María Acosta Torres |

| 26 de mayo de 2019, 19:00 | EF Totana                     | 2:4     | UD Caravaca                                                          | Ciudad deportiva Valverde Reina, Totana |                                         |
|                           | Enrique López 38' · Mario 80' | Reporte | Adrián 10' · José Sánchez 14' · Manuel Gómez 25' · Emilio Torres 66' | Árbitro(s): Juan José Fernández Escámez | Árbitro(s): Juan José Fernández Escámez |

#### Final

##### UD Caravaca - Yeclano Deportivo "B"
| 2 de junio de 2019, 19:00 | UD Caravaca | 0:0     | Yeclano Deportivo "B" | El Morao, Caravaca de la Cruz |                           |
|                           |             | Reporte |                       | Árbitro(s): Pavlo Ivaskiv     | Árbitro(s): Pavlo Ivaskiv |

| 9 de junio de 2019, 11:30 | Yeclano Deportivo "B" | 0:1     | UD Caravaca | Polideportivo Las Pozas, Yecla          |                                         |
|                           |                       | Reporte | Steven 27'  | Árbitro(s): José Antonio Rodríguez Díaz | Árbitro(s): José Antonio Rodríguez Díaz |

| Asciende a Preferente Autonómica UD Caravaca |

## Segunda Autonómica
La temporada 2018/19 de la Segunda Autonómica de la Región de Murcia comenzó el 2 de septiembre de 2018 y terminó el 9 de junio de 2019.

### Clasificación
|  |     | Equipos de fútbol           | PJ | G  | E | P  | GF  | GC  | Dif | Pts |
|  | --- | --------------------------- | -- | -- | - | -- | --- | --- | --- | --- |
|  | 1.  | CF Santomera                | 38 | 28 | 4 | 6  | 104 | 50  | +54 | 88  |
|  | 2.  | EF La Aljorra               | 38 | 27 | 6 | 5  | 118 | 55  | +63 | 87  |
|  | 3.  | Algezares UD                | 38 | 27 | 5 | 6  | 96  | 35  | +61 | 86  |
|  | 4.  | CD Tercia Sport             | 38 | 26 | 4 | 8  | 106 | 50  | +56 | 82  |
|  | 5.  | CD Cieza "B"                | 38 | 26 | 3 | 9  | 106 | 45  | +61 | 81  |
|  | 6.  | CD San Ginés de la Jara     | 38 | 25 | 4 | 9  | 93  | 45  | +48 | 79  |
|  | 7.  | CD Hoya del Campo           | 38 | 18 | 8 | 12 | 74  | 59  | +15 | 62  |
|  | 8.  | AD Barrio Peral             | 38 | 20 | 5 | 13 | 78  | 70  | +8  | 62  |
|  | 9.  | EF Corvera                  | 38 | 19 | 2 | 17 | 68  | 59  | +9  | 59  |
|  | 10. | Roldán CD                   | 38 | 18 | 4 | 16 | 77  | 72  | +5  | 58  |
|  | 11. | San Andrés CF               | 38 | 18 | 3 | 17 | 75  | 74  | +1  | 57  |
|  | 12. | Santiago de la Ribera FC    | 38 | 16 | 8 | 14 | 69  | 81  | -12 | 56  |
|  | 13. | Muleño CF "B"               | 38 | 16 | 6 | 16 | 60  | 70  | -10 | 54  |
|  | 14. | CD El Esparragal "B"        | 38 | 14 | 5 | 19 | 71  | 106 | -35 | 47  |
|  | 15. | CD Minerva                  | 38 | 11 | 1 | 26 | 59  | 107 | -48 | 34  |
|  | 16. | CAP Ciudad de Murcia-Cepaim | 38 | 9  | 5 | 24 | 45  | 93  | -48 | 32  |
|  | 17. | CF Molina Olimpic "B"       | 38 | 9  | 4 | 25 | 61  | 124 | -63 | 31  |
|  | 18. | AD Ceutí Atlético           | 38 | 7  | 5 | 26 | 35  | 103 | -68 | 26  |
|  | 19. | AD Cuna del Belén           | 12 | 2  | 2 | 8  | 12  | 26  | -14 | 0   |
|  | 20. | Olímpico de Totana "B"      | 0  | 0  | 0 | 0  | 0   | 0   | 0   | 0   |

Pts = Puntos; PJ = Partidos Jugados; G = Partidos Ganados; E = Partidos Empatados; P = Partidos Perdidos; GF = Goles Anotados; GC = Goles Recibidos
|  | Asciende a Primera Autonómica                                |
|  | Retirado de la competición durante el transcurso de la misma |